# リポビタンD
リポビタンD（リポビタン・デー、Lipovitan D）は、大正製薬が販売する栄養ドリンク剤であり、同社の登録商標（第528525号ほか）である。キャッチコピーは「ファイト・一発!」、略称はリポD（リポ・デー）。
シンガポール・タイ王国・中華人民共和国・フィリピン・インドネシア・アメリカ合衆国・イギリス・アラブ首長国連邦など15ヶ国以上の国と地域で販売されている（効能・容量・成分が、販売国の法規制や宗教上の禁忌となる食のタブーで日本と内容物が異なる商品もある）。
2003年度末には販売開始からの累計出荷本数が200億本を突破した。2004年には年間約8億本が生産され、日本の栄養ドリンク市場において約5割の市場占有率を獲得する、日本の栄養ドリンク業界を代表する商品となっている。以降はシリーズ展開をし続け、2016年段階では、累計販売本数が387億本と、大正製薬ホールディングスの売上高の2割を占めると言われている。

## 歴史

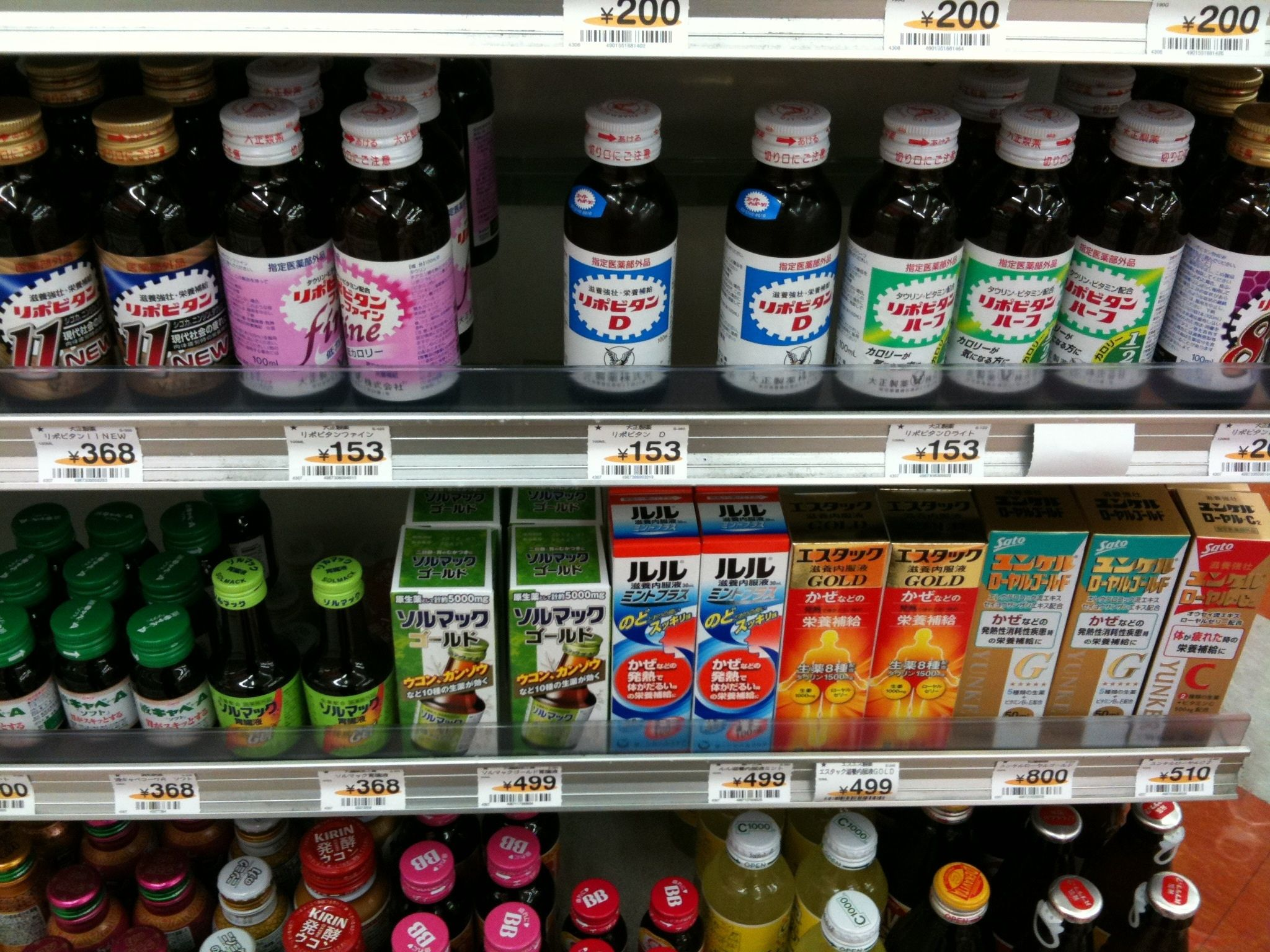
リポビタンD製品

1960年に前身となる錠剤「リポビタン」とアンプル「リポビタン液」を発売し、特にタウリン入りのリポビタン液が好評を博す中で、上原正吉社長がリポビタン液を飲みやすく改良し、一層の健康維持に役立たせるアイデアを発案。
アンプルからの大型化とともに、有効成分の味わいを薄め飲みやすいパイナップル風味の香料を加えた形で、1962年3月に医薬品として販売開始。その翌年150円から100円に値下げした。1999年3月31日より医薬部外品へ移行し（2009年6月からは医薬品、医療機器等の品質、有効性及び安全性の確保等に関する法律（薬機法）改正により「指定医薬部外品」となった）、コンビニエンスストアやキヨスクの一般小売店でも販売可能となった。
また自社の自動販売機で本製品の販売を開始したほか、2001年3月にはアサヒ飲料と提携し、アサヒ飲料（カルピスとの自動販売機部門の統合に伴い、アサヒカルピスビバレッジを経て、現在はアサヒ飲料販売）が管理する自動販売機での販売も開始されている。
商品ラベルは、発売時から一貫して青色を基調とし、歯車の模様が施されたデザインが使用されている。ロゴは発売当初はまっすぐ立つ字体だったが、後に現在の斜体に改められている（なおこの書体は「パブロン」、「アイリス」など、一部を除く大正製薬の製品に共通で使用されている）。歯車は「活力」「機械文明化」「体内の毒を汲み出す」こと、青色は「ドリンク」「清涼感」をイメージして採用された。販売初期の頃には、兄弟品としてチューインガム「リポビタンガム」という商品も販売されていた。

### 由来
脂肪分解を意味するリポクラシス（lipoclasis、またはリポリシス lipolysis とも）と、ビタミンを合わせた造語である。これは、当初は強肝・解毒の効能を謳ったためである。また、Dは、公式見解では「デリシャスなどを意味する」だが、社史では、先行商品「タウローゼC」、またこれとは別の「リポビタンC」に続くものという記号的意味でDを付したとある。
Dは、ディーではなくデーと発するのが正しい。公式Twitterによれば「ドイツ語の発音であるため」である。なぜドイツ語なのかというと、そもそも「D」とは商品開発当時の開発番号に由来するもので、医療分野では伝統的にドイツ語が使われることが多く、そうした背景もあり「リポビタンD（デー）」になった。なお、リポビタンDに関連する登録商標は、特許情報プラットフォームのデータベース上、「リポビタンデー」で検索することはできず、「リポビタンデイ」「リポビタンディー」で検索しなければならないが、これは特許庁が審査の際の参考のために付した「自然な読み方」にすぎず、登録商標の登録内容・権利内容を示すものではない。

### 工場
日本国内で販売されるリポビタンDは、東日本（新潟県・長野県・静岡県以東、北海道除く）向けは大正製薬羽生工場（埼玉県羽生市）、西日本（富山県・岐阜県・愛知県以西）および北海道向けは大正製薬岡山工場（岡山県勝田郡勝央町）にて、それぞれ製造されている。

### 味
味はパイナップルなどの複数の果物を合わせて作った「ミックスフルーツフレーバー」で、全国に20名存在する「風味ソムリエ」が味や香りを調合している。なお、黄色い色はビタミンB2の色である。

## コマーシャル

### リポビタンD
「二人の男性俳優が断崖絶壁を登ったり激流へと乗り出したりと、常にコマーシャルを見ている視聴者がハッとするような様々な困難に立ち向かう姿を見せ、その最も困難な場面において、ここぞというチカラを振り絞りながら「ファイトー!」「イッパーッツ!!（一発!）」と互いに叫びあい困難を乗り越える」という印象的なCMで有名である。このような男性俳優二人の起用によるコマーシャル形態をとったのは、1977年以降のことである。その当時からテーマは常に「努力・友情・勝利」。スタントマンやCG等は使わず危険なアクションの全てを出演俳優自身が行っている。2009年6月に400作を超えた。「ファイト・一発！」のシーンのあと、液体の入った試験管が集まって回り、クローズアップされたあと一回転してリポビタンDのラベル付き瓶に切り替わり、それを片手で持ち親指1本でキャップが回転し瓶口から外れるシーンがある。
最近は著名人の2世かそれに近い俳優の起用が目立つ（宍戸開、ケイン・コスギ、滝川英治、三浦貴大）。また現行路線の長期出演者である勝野洋、渡辺裕之は37歳で降板しているが、ケインは38歳になってからも続投している。
CM路線については「偉大なるマンネリ」と揶揄されている。撮影地を探して選ぶことに苦労しているようで、時にはスノーボード等時代の流行を取り入れたりもしている。
2001年から大正製薬がラグビー日本代表のオフィシャルスポンサーになり、2002年からはラグビー日本代表戦は国内開催においては「リポビタンDチャレンジカップ」、海外遠征では「リポビタンDツアー」の冠名がつく。2020年4月1日からは「ラグビー日本代表トップパートナー」として、ラグビー日本代表4チーム（男子15人制、女子15人制、男子7人制、女子7人制）の最高位スポンサーとなっている。
2015年4月より、「新シリーズ」と銘打ち、「スポーツと真剣に向き合う選手たちに、熱いエールを贈る」というスタイルが取り入れられた。第一弾には、プロ野球独立リーグ・BASEBALL FIRST LEAGUEの兵庫ブルーサンダーズの選手による試合・練習風景が、崖の上で「ファイト!」と叫ぶケイン・コスギの映像と組み合わせた形で登場した（最後に選手たちが「一発！」と全員でポーズを取る）。同年7月からは、ラグビー日本代表チームが宮崎県で行われた合宿に同行撮影し、1,000分以上にも及ぶ膨大な撮影時間から選ばれたカットが用いられた。
2016年9月に従来のCM演出を止め、三浦知良・大谷翔平両名のスポーツ選手をメインとした爽やかなイメージのCMに転換した。「ファイト・一発!」の台詞こそ残ったが、メインのキャッチコピーは「Have a Dream」となっている。背景には、エナジードリンクに押されてリポビタンDの売り上げが低迷している現状がある。大正製薬の上原健副社長は、「汗と筋肉で表現していた高度成長時代の『頑張って頑張って頑張る』は今の時代に合わなくなってきた」と述べている。
2017年9月、テレビCMで三浦知良と共演しているプロ・クライマー大場美和と、ケイン・コスギによるリメイクCM「危機一髪（一発）CM」をweb限定で公開。
2018年11月1日、B’zの「兵、走る」 が「リポビタンD ラグビー日本代表応援ソング」としてリリース。以降、リポビタンDのCMにおいて、ラグビー日本代表出演バージョンや、ラグビー試合会場内CMのほか、ワールドカップ2019の日本代表試合会場でも流れ、2023年に至るまで、日本代表戦の国内会場で選手入場時やハーフタイム、試合後などに流れている。
2021年7月から、木村拓哉をメインキャラクターで起用したシリーズを展開し、「ファイト、イッパツ」のフレーズを極力目立たせない構成にした。ラグビー選手やゴルフ選手などアスリートが登場するバージョンでは強い表現で「ファイト イッパーツ!」を使用している。
2022年1月1日から大正製薬がニュージーランドラグビー協会のプレミアムグローバルパートナーとなった。また、南半球4か国対抗戦「ザ・ラグビーチャンピオンシップ」のうち、ニュージーランドで開催される試合のオフィシャルタイトルパートナーにもなり、同大会ニュージーランド国内開催試合は「The Lipovitan-D Rugby Championship（リポビタンＤ ラグビーチャンピオンシップ）」と称する。
2023年からは、ラグビーワールドカップ2023をひかえて、日本代表とニュージーランド代表の双方の試合風景とチームロゴを使ったテレビCM（「ラグビー日本代表×ALL BLACKS」篇）を展開している。
2024年6月4日、新しいCMキャラクターに俳優の妻夫木聡と木南晴夏の二人を起用することを決定した。

#### 歴代の出演者
- 1962年：-  宮本敏雄（プロ野球選手／当時：読売ジャイアンツ）
- 1963年 - 1971年：王貞治（プロ野球選手／当時：読売ジャイアンツ、現：福岡ソフトバンクホークス取締役会長）
  - この当時は「ファイトで行こう!!リポビタンD」というフレーズだった。2005年の限定版復刻ボトルのCMでも当時の画像が放送されている。なお、王がランニングホームランを打つという設定のCMも存在するが、公式戦では全てのホームランは外野フェンス越えであり、ランニングホームランは1本も打っていない。
- 1972年 - 1975年：宝田明
- 1975年 - 1977年：高橋英樹
- 1977年 - 1981年：勝野洋、宮内淳
- 1981年 - 1982年：勝野洋、真田広之
- 1983年 - 1987年：勝野洋、渡辺裕之（1983年は渡辺起用前に勝野単独版CMもあり）
- 1987年 - 1989年：渡辺裕之、野村宏伸
- 1990年 - 渡辺裕之、倉田てつを
- 1991年 - 1994年：渡辺裕之、西村和彦
- 1994年 - 1999年：西村和彦、宍戸開
- 1999年 - 2001年：宍戸開、ケイン・コスギ
- 2002年 - 2007年：ケイン・コスギ、滝川英治
- 2007年 - 2009年：ケイン・コスギ、山口達也 (当時TOKIO)（2008年秋バージョンはケイン単独で出演）
- 2010年 - 2015年： ケイン・コスギ、三浦貴大
- 2011年8月20日 - ：ラグビー日本代表[36][37][38][39][40][41][42][43][44][45][46][47][27][48]
- 2015年 - 2016年： ケイン・コスギ
- 2016年 - 2019年 ：三浦知良（プロサッカー選手／当時：横浜FC）、大谷翔平（プロ野球選手／当時：北海道日本ハムファイターズ）[49]
- 2019年 - 2020年： ラグビーワールドカップ2019の施設準備をする人々が登場する「支える人を支えたい」篇[50]、リーチマイケル「日本への熱き想い」篇[51]、堀江翔太「諦めない強さ」篇[51]、働く人々がそれぞれの仕事着でラグビーをする「立ち向かう人」篇[52]
- 2020年 - 2022年： 三浦知良「I can」篇[52]（2020年2月から）、 八村塁「でかい夢」篇（2020年3月から）[53]
- 2021年 - ：木村拓哉（2021年7月から）[54][24]、勝地涼・工藤阿須加（2023年から木村と共演）[55]
- 2022年 - ：松山英樹[28]
- 2022年 - ：ラグビーニュージーランド代表「リポビタンD×リッチー・マコウ、ダン・カーター 日本ラグビーへの想い」篇[56]、「ラグビー日本代表×ALL BLACKS」篇（2023年）[48][27]
- 2024年 - ：妻夫木聡・木南晴夏[35]

ナレーター
- 矢島正明（テレビ版、1962年- ）、マーク・大喜多（テレビ版・ケイン&山口編のみ）、大森章督→太田真一郎（ラジオ版）
  - 夏期販促キャンペーンCMはケイン&山口編でも矢島が続投。

ラジオコマーシャル
疲労困憊のサラリーマン、OLをメインとしたオフィス、ゴルフ場、プライベートなどの日常生活をラジオドラマコント風にした15秒CMを1993年頃から製作しており、その数は数百本に上る。医薬品として販売していた頃はCMの最後に「青いのぼりのお店でどうぞ」の一言も入るものもあったが、1999年以降はCMの最後に「（指定）医薬部外品です」という一言が入っている。

### リポビタンファイン
2007年に新発売となったリポビタンファインでは、リポビタンD以外の商品では初めてとなる独自のCM展開を行っている。上記のリポビタンDとは一線を画するイメージのCMが特徴である。
2007年〜2012年3月
出演者：寺尾聰、夏木マリ、原沙知絵、小栗旬
キャッチコピーは「I'm Fine!」で、家族をイメージしたCM。
2012年4月〜
出演者：北乃きい、木村文乃、SHELLY
キャッチコピーは「Go!Go!Fine」で、ルームシェアしている女性3人のストーリー。
2014年7月〜
出演者：井上真央
キャッチコピーは「わたしの元気のつくりかた。」。
2016年6月〜
出演者：前田敦子
キャッチコピーは「ゲンキなわたしは、キレイです。」。

### リポビタンフィール
2013年に新発売となったリポビタンフィール（後述）では、CMキャラクターに杏が起用されている。

### リポビタンZERO
2017年に新発売となったリポビタンZEROでは、2018年7月よりCMキャラクターに濱田岳が起用されている。

### リポビタンDキッズ
2012年に新発売となったリポビタンDキッズでは、後述の「快盗戦隊ルパンレンジャーVS警察戦隊パトレンジャー」とのタイアップボトル（ルパパトボトル）の発売に伴い、2018年8月5日よりルパンレンジャーとルパンエックス、パトレンジャーとパトレンエックスが登場するテレビCMが放送されている。本CMでは、かつてのリポビタンDのCMで使用された名フレーズ「ファイト・一発!」の絶叫が、ルパンレッド（CV.伊藤あさひ）とパトレン1号（CV.結木滉星）によって復活している。

### リポビタンアルコベール
2019年に発売されたリポビタンアルコベールでは、CMキャラクターに平成ノブシコブシが起用されている。

### リポビタン for sports
2020年秋からCMの放送を開始、リーチ・マイケル（ラグビー日本代表・東芝府中工場契約社員として東芝ブレイブルーパス東京所属）らを起用している。

## エピソード
- 1999年の規制緩和により登場した自販機用のビンは、破損を防ぐためガラスが厚く、通常より若干大きくなっている。
- 「天才・たけしの元気が出るテレビ!!」内の企画で、同番組のスポンサーであった大正製薬にMr.オクレのCM出演を依頼したことがある。上記のCMポリシーに全くそぐわないオクレの起用に当初会社側は難色を示すが、深夜帯に1度だけ放映するとの条件で最終的に採用された。内容は、屋内プールで溺れる小学生をオクレと渡辺裕之（共にブーメランパンツ姿）が協力して救助にあたるというものであった。
- 1996年は通常シリーズの他、当時プロサッカー選手の前園真聖を起用したCMも制作・放送された。同バージョンのナレーターは矢島正明でなく田子千尋が起用されている。
- 「ファイト・一発!（イッパーツ）」の文言は2000年1月14日付けで商標登録（第4350593号ほか）されているが、その掛け声が立体商標（音、動画、色など）において、音の商標の一つとして2015年11月6日付けで特許庁より認められた（第5804565号）[61]。
- 2005年、独立行政法人宇宙航空研究開発機構宇宙科学研究本部(ISAS/JAXA)の運用する小惑星探査機「はやぶさ」が探査対象天体の小惑星イトカワに到達した際、着陸運用の様子を伝える公式ブログにて管制室内にリポビタンDの空瓶が次々に増えていく様子が紹介され[62]、日本国内のみならず海外でも話題となった。その後ブログを見た大正製薬関係者から同ブログ担当者宛にリポビタンDが2カートン贈られたという。
- 2008年は映画「相棒 -劇場版-」[注 10]の公開を記念し、本作に出演している伊丹憲一（川原和久）・米沢守（六角精児）がコンビを組んで役柄の容姿で出演する特別バージョンのCMが作られた。
- 欧米で高い人気を持つ栄養ドリンクのレッドブルは、元々日本でリポビタンDシリーズ等の栄養ドリンクが大きな市場を形成していることを知ったディートリヒ・マテシッツが、同種のドリンクを欧米で展開しようとして販売を始めた製品であり、マテシッツは商品開発など多くの面でリポビタンDの影響を受けていることを認めている。
- ニンテンドーDS版「ドラゴンクエストV 天空の花嫁」にゲーム中アイテムとして「ファイトいっぱつ」が登場する。製品および企業とは無関係だが、戦闘中の攻撃力が2倍になる効果が得られる、アイテムの外観などから当製品を意識したものだと思われる。
- ユニクロより企業コラボレーションシリーズとして商標がデザインされたTシャツが発売されている。
- 2012年5月10日、発売50周年を記念して歴代CM出演者（王、宝田、渡辺、ケインほか）らが一堂に会した記念イベントが開かれた。なお5月10日は「ファイト一発!の日」であり、当日は「ファイト、イッパーツ!」とかけて午後1時8分2秒、一斉に気勢が上げられた。なお2012年には発売50周年を記念して「とどけ、ファイト!キャンペーン」も6月11日まで実施された[63]。
- 2015年10月2日には、「リポビタンD」の数量限定品として、2001年からオフィシャルスポンサーとして協賛しているラグビー日本代表の桜のロゴを配し、ロゴの周りを青から紅白のボーダーに変更した「ラグビー日本代表応援ボトル」を通信販売の「大正製薬ダイレクト」限定で予約受注を開始（10本箱のみ）[64]。同年10月20日からは数量限定でコンビニエンスストアでの店頭販売も開始した[65]。2016年6月に新デザインに変更するリニューアルを行って再発売し、1日に「大正製薬ダイレクト」、7日にコンビニエンスストアで順次発売を開始した。今回は、収益の一部が日本ラグビーフットボール協会を通じ、日本のラグビー発展のために使われる[66]。本ボトルは2017年10月に「大正製薬ダイレクト」限定で再発売。10本箱のみの設定となる[67]。2018年5月に「ラグビー桜ボトル」に改め、8日に「大正製薬ダイレクト」、15日にコンビニエンスストアで順次発売が開始された。「リポビタン」で初めてとなるボトルへの直接印刷により全体に桜模様があしなわれ、「ラグビーワールドカップ2019」のエンブレムも印字。また、「リポビタンD」のロゴを上に小さく配し、英字表記の「Lipovitan」ロゴが大きく配されている[68]。2019年1月には、「ラグビーワールドカップ2019」を記念した「ラグビー選手ボトル」をファミリーマートにて数量・期間限定で発売。「リポビタンD」で初めてとなるラグビー日本代表の選手がプリントされ、ファーストユニフォームの赤と、セカンドユニフォームの青の2種類のラベルカラーが設定される[69]。同年9月には「ラグビー選手ボトル」とデザイン違いの「ラグビー日本代表選手ボトル」10本（ファーストの赤ラベルとセカンドの青ラベルの2種類あるが、必ずしも均等に5本ずつ入っているとは限らないことがある）。ラグビー日本代表フェイスタオル、ラグビーボール型のオリジナルクラフトをセットにした「ラグビー日本代表応援パック」をスーパーマーケット、ドラッグストア、ECサイトにて数量・期間限定で発売。希望小売価格は通常の「リポビタンD」10本箱と同じ値段（消費税抜1,460円）に設定されている[70]。2020年10月には「ラグビー日本代表応援ボトル」に改め、「大正製薬ダイレクト」限定で発売。ラベルデザインはラグビー日本代表の桜のエンブレムが大きく描かれ、「Lipovitan D」の英字ロゴも表記。10本箱も正面は「リポビタンD」ロゴを配さず、赤をベースに桜のエンブレムと「JAPAN NATIONAL RUGBY TEAM」ロゴ、右上に大正製薬の社標であるワシのマーク、下部にラグビー日本代表の選手が描かれた特別デザインとなる[71]。2021年6月8日に2021年仕様に変更して「大正製薬ダイレクト」限定で再発売。ラベルデザインは上部に製品ロゴと同じフォントで金字の「ファイト イッパーツ!」が新たに記され、10本箱はラグビー日本代表のジャージーデザインをベースにした赤基調となり、上部に「WE ARE BRAVE BLOSSOMS」が表記される[72]。2022年10月3日に2022年仕様に変更して「大正製薬ダイレクト」限定で発売。ボトルがラベル・キャップともに赤となり、ラベルデザインはラグビー日本代表選手をあしらったものと、桜のエンブレムをあしらったものとなり、10本箱はラベル同様にラグビー日本代表選手を全面にだしたデザインとなった。さらに、2022年1月1日よりニュージーランドラグビー協会のプレミアムグローバルパートナーに就任したことに伴い、本年からラベル（ラベルは選手デザインとシルバーファーン(ギンシダ)デザインの2種類）・キャップ・10本箱を黒基調とした「ラグビーオールブラックスボトル」も同時発売された[73]。2023年6月8日に「ラグビー日本代表応援ボトル」・「ラグビーオールブラックスボトル」共に2023年仕様に変更して発売。今回は30本（10本×3箱）での販売となり、ノベルティとしてラグビーボール型巾着袋が同梱される[74]。
- 2017年3月からは、「リポビタンD」の数量限定品として「プロ野球球団ボトル」をコンビニエンスストアや駅売店などで順次発売。同年3月7日に第1弾として北海道日本ハムファイターズ（北海道限定販売）、東北楽天ゴールデンイーグルス（東北地区限定販売）、阪神タイガース（近畿・四国地区限定販売）、福岡ソフトバンクホークス（九州地区限定販売）の4種類[75]が発売され、同年4月4日には千葉ロッテマリーンズ（千葉県・東京都限定販売）、埼玉西武ライオンズ（埼玉県・東京都限定販売）、広島東洋カープ（中国地区限定販売）の3種類を追加し、同年4月25日にはオリックス・バファローズ（近畿地区限定販売）を追加[76]。同年5月16日には第3弾として横浜DeNAベイスターズ（神奈川県限定販売）と中日ドラゴンズ（愛知県・岐阜県・三重県限定販売）の2種類を追加し[77]、10球団[注 11]がラインナップされている。それぞれに球団のマスコットキャラクターがあしなわれ、ロゴ周りの色も球団のカラーに合わせて変更（例：阪神→黄、広島→赤）されており、ロッテ限定ボトルはラベル全体にストライプが施される。球団ごとに販売エリアが限られているため、エリアによっては複数の限定ボトルが購入できる場合や、限定ボトルの購入ができない場合もある。その為、第3弾の発売に合わせて「大正製薬ダイレクト」にて全10球団の限定ボトル10本箱の販売を開始し、販売エリアに関係なく購入することが可能になった。なお、10本箱のパッケージデザインはラベルとデザインが統一されている。同年9月には、広島東洋カープと福岡ソフトバンクホークスのリーグ優勝を記念した「優勝記念 限定デザインボトル」を数量限定で発売。「大正製薬ダイレクト」での販売（10本箱での販売）に加え、店頭でも販売されたが、「プロ野球球団ボトル」の場合とは異なり、広島県（広島東洋カープのみ）及び福岡県（福岡ソフトバンクホークスのみ）での販売となる[78]。2018年は6月1日より東北楽天ゴールデンイーグルス（東北地区を中心に発売）と阪神タイガース（近畿地区を中心に発売）の2種類が発売され[79]、同年7月10日には第2弾として、北海道日本ハムファイターズ（北海道を中心に発売）、埼玉西武ライオンズ、千葉ロッテマリーンズ、横浜DeNAベイスターズ（以上3球団は関東地区を中心に発売）、中日ドラゴンズ（中京地区を中心に発売）、広島東洋カープ（中国地区を中心に発売）、福岡ソフトバンクホークス（九州地区を中心に発売）、そして、前年は発売されなかった読売ジャイアンツ（関東地区を中心に発売）の8種類[80]が追加され、10種類[注 12]となった。2018年仕様ではデザインが変更され、10本箱は右上に「期間限定コラボボトル」の表記が入り、歯車の中に球団マスコットが描かれているデザインとなった。また、販売チャネルも拡大され、ドラッグストアやスーパーマーケットでも取り扱うようになった。2019年は4月2日より広島東洋カープが発売[81]され、第2弾として同年6月17日に北海道日本ハムファイターズ、東北楽天ゴールデンイーグルス、埼玉西武ライオンズ、読売ジャイアンツ、千葉ロッテマリーンズ、横浜DeNAベイスターズ、中日ドラゴンズ、福岡ソフトバンクホークス、そして前年は発売されなかったオリックス・バファローズの9球団、同年7月16日に阪神タイガースが順次追加され、東京ヤクルトスワローズを除く11球団に増えた[82]。2019年仕様では、2018年仕様ではラベル下側に描かれていたマスコットが歯車の中に描かれ、ラベル上部に製品ロゴと同じフォントで「ファイト イッパーツ!」、歯車の下に球団ロゴが表記され、デザインバリエーションが4種類に増やされた（10本箱では4種類のラベルデザイン全てが入るとは限らない旨の但し書きが箱に表記されている）。なお、広島東洋カープは広島県を中心に店頭でも販売されるが、他の球団は「大正製薬ダイレクト」での発売となる。また、同年9月には2年ぶりにリーグ優勝記念 限定デザインボトルも設定され、21日にセントラル・リーグを優勝した読売ジャイアンツデザイン[83]が、24日にパシフィック・リーグを優勝した埼玉西武ライオンズデザイン[84]が「大正製薬ダイレクト」限定で順次予約販売が開始された。2020年は4月23日に東京ヤクルトスワローズを除く11球団を一斉発売。2020年仕様では、ラベルや10本箱のデザインが刷新された。今回は「大正製薬ダイレクト」やAmazon.co.jp限定で、10本箱のみの発売となる[85]。10月にはリーグ優勝記念限定デザインボトルも設定され、27日にパシフィック・リーグを優勝した福岡ソフトバンクホークスデザイン[86]、30日にセントラル・リーグで優勝し、2年連続の設定となる読売ジャイアンツデザイン[87]が順次「大正製薬ダイレクト」で数量限定で発売された。2021年は6月10日に東京ヤクルトスワローズを除く11球団を一斉に設定。パッケージデザインが2021年仕様として刷新され、特に10本箱はラベルと連動した球団毎のカラーと白の間に差し色を配したデザインとなった。今回から「大正製薬ダイレクト」での予約受注のみとなり、10本箱のみの発売となる[88]。2022年は7月4日に東京ヤクルトスワローズを除く11球団を一斉に設定し、「大正製薬ダイレクト」限定で発売。パッケージデザインが2022年仕様として刷新され、ラベルは歯車の中に各球団のキャラクターが描かれたデザインに、10本箱は球団毎に異なる2色のツートーンカラーデザインとなった[89]。
- 2018年からは5～14才用の「リポビタンDキッズ」に期間・数量限定でタイアップ企画品が発売されるようになり、2018年は『快盗戦隊ルパンレンジャーVS警察戦隊パトレンジャー』とのタイアップ企画品である「ルパパトボトル」を7月31日に発売[90]、2019年は『騎士竜戦隊リュウソウジャー』とのタイアップ企画品である「リュウソウジャーボトル」を7月29日に発売している[91]。2020年7月27日には、テレビアニメ『ポケットモンスター』とのタイアップ企画品である「ポケモンボトル」が発売された。ピカチュウ（2種）・ヒバニー・ワンパチ・ミュウの5種類のラベルデザインがあり、キャップも通常の「ワシのマーク」ではなく、「モンスターボール」のデザインとなっている。また、10本入りの箱もイエローとブルーのツートーンで、ピカチュウが描かれた専用デザインとなる[92]。
- 2022年1月には、テレビアニメ『鬼滅の刃』とのタイアップ企画品として、「リポビタンD 鬼滅の刃ボトル」と「リポビタン 鬼滅の刃ゼリー」を期間限定で発売[93]。「リポビタンD 鬼滅の刃ボトル」は10本箱に3種類のデザインが用意され、それぞれに5種類ずつのラベルデザインを施した全15種類。「リポビタン 鬼滅の刃ゼリー」は2種類の外箱に各4種ずつのパッケージデザインとなる。

## 商品ラインナップ
2023年4月時点でリポビタンシリーズは全32種類（うち指定医薬部外品20種類・食品8種類、販売先限定品は除く）がある。以下に示す希望小売価格は、全て消費税込み（食品は8%程度、指定医薬部外品・医薬品は10%程度）の価格。
○は、アンチドーピング認証の「インフォームドチョイス認証」を取得しているため、アスリートが安全に使用することが可能となっている。
2023年10月2日出荷分からは原材料価格やエネルギーコストの高騰などを理由に希望小売価格が改定され、「リポビタンDプレミアム」を除く指定医薬部外品及び医薬品計18種類が値上げとなった。

### 指定医薬部外品
☆印は2017年4月の指定医薬部外品ビタミン含有保健剤における承認基準改正に伴う新効能表示対応済みの商品。
リポビタンD☆○
1962年に発売された、シリーズの代表格。タウリン1000mg配合。1999年に医薬部外品へ移行（2009年に指定医薬部外品となる）。Dの意味は「デリシャス」または「ダイナミック」。2018年3月にパッケージリニューアル（ロゴまわりの色が水色～青色のグラデーションとなる）され、同時に製造販売承認基準の規制緩和に伴う効能表示の変更により、発売当初に謳われていた「疲労回復」が約56年ぶりに蘇ることとなった。
希望小売価格180円
リポビタンD11（販売名：リポビタン11M）☆
3種類の生薬、タウリン1500mgなど11種類の有効成分を配合。2015年のリニューアルではローヤルゼリー、ニンジンエキス、イノシトール、トコフェロール酢酸エステル（ビタミンE）を省く替わりにニクジュヨウエキスを配合し、シゴカ流エキス（0.6mL → 0.8mL）とL-アルギニン塩酸塩（100mg → 300mg）を増量する処方改良が行われ、「リポビタン11a」から販売名を変更。2017年のリニューアルでは効能表示を変更。2020年3月のリニューアルではL-アルギニン塩酸塩、シゴカ流エキス、ニクジュヨウエキスを省く替わりにローヤルゼリー、生姜流エキス、カルニチン塩化物が配合され、クコシ流エキスを増量（0.2mL→0.3mL）する代わりにニコチン酸アミドを減量（30mg→20mg）。効能表示に「胃腸が弱く腹痛や下痢を起こしやすい」「冷えやすい・血行が悪い」が追加明記され、「リポビタン11s」から販売名を変更。2022年4月にラベルデザインを変更してリニューアルされた。
希望小売価格407円
リポビタンD8（販売名：リポビタン8T）☆
タウリン1500mgとローヤルゼリー500mgにビタミンB1・B2・B6など8種類の有効成分を配合。2015年のリニューアルでは、トコフェロール酢酸エステル（ビタミンE）とニンジンエキスを省く代わりにローヤルゼリーを増量（300mg → 500mg）し、「リポビタン8a」から販売名を変更。2017年のリニューアルでは効能表示を変更。2022年4月にイノシトールを省く代わりにカルニチン塩酸塩を配合し、ニコチン酸アミドを減量（30mg→20mg）する処方改良を行い、「リポビタン8R」から販売名を変更してリニューアルされた。
希望小売価格296円
リポビタンDスーパー
1965年発売。タウリンを「リポビタンD」の2倍量にあたる2000mgにして、アルギニン塩酸塩、ニンジンエキスをプラス配合。2005年3月にはニンジンエキス増量、ビタミンE（トコフェロール酢酸エステル）を新配合しリニューアル。併せて、これまでの医薬品から医薬部外品（2009年より指定医薬部外品）へ移行。
希望小売価格296円
リポビタンDハイパー（販売名：リポビタンDK）☆
2019年9月発売。タウリンを「リポビタンD」の3倍量にあたる3000mgにして、ローヤルゼリーや「リポビタン」ブランドで初となるジクロロ酢酸ジイソプロピルアミン（DCDCA）を配合。
希望小売価格407円
リポビタンDプレミアム（販売名：リポビタンDH）☆
2023年4月発売。タウリンを「リポビタンD」の3倍量にあたる3000mgにして、5種の必須アミノ酸、ローヤルゼリー、ビタミンB1・B2・B6などシリーズ最多となる14種類が配合され、価格も100ml入り製品では「リポビタンウィンズエース」以来となる500円台に設定された最高位品となる。また、100ml入りドリンク剤では珍しい2本入箱も設定されている。
希望小売価格550円
リポビタンDライト（販売名：リポビタンDドライ）☆
2000年2月発売（1999年8月にテスト発売されたのを経て本格発売）。有効成分は「リポビタンD」と同一だが、カロリーを低減したもの（1本(100ml)あたり58kcal）。2018年にリニューアルされ、効能表示が変更された。
希望小売価格180円
リポビタンZERO（販売名：リポビタンゼロ）☆
2017年9月発売。有効成分は「リポビタンD」と同一だが、複数の甘味料に置き換えることで糖類をゼロ化し、カロリーを低減したもの（1本(100ml)あたり16kcal）。2020年3月に有効成分のイノシトールをカルニチン塩化物に変更するリニューアルを行い、「リポビタンFN」から「リポビタンO」へ販売名を変更。2024年4月に風味の改良とキャップの色を白からライトブルーに変更する2度目のリニューアルが行われ、販売名が再度変更された。
希望小売価格180円
リポビタンノンカフェ（販売名：リポビタンNC）☆
2008年10月発売。タウリンやイノシトール、ビタミンB群など6種類の有効成分を配合したノンカフェインタイプ。2018年にリニューアルされ、効能表示が変更された。
希望小売価格180円
リポビタンファイン（販売名：リポビタンファインN2）☆
2005年10月発売。タウリン1000mgとビタミンB群などを配合した糖類ゼロタイプ。2015年のリニューアル時に添加物として配合している甘味料をキシリトールからエリスリトール、ステビアエキスに替えたことで1本(100ml)あたりのカロリーを19kcalから6kcalに大幅低減した。
2017年8月のリニューアル時にフレーバーをミックスフルーツ風味からピーチ&グレープフルーツ風味に変更し、キャップも白から淡いピンク色に変更した。同年10月に6本箱を追加発売。その際、効能表示が変更された（既存の1本バラと3本パックについても同時期に効能表示を変更）。
2021年春にパッケージデザインを変更してリニューアルされ、10本箱が新たに発売された。2022年6月にイノシトールを省く代わりにカルニチン塩酸塩を追加し、リボフラビン酸エステルナトリウム（ビタミンB2）とピリドキシン塩酸塩（ビタミンB6）を倍増（5mg→10mg）する処方改良を行い、「リポビタンファインN」から販売名を変更するリニューアルを行った。
希望小売価格180円
リポビタンファインハイパー（販売名：リポビタンFP）☆
2022年10月発売。「リポビタンファイン」（販売名:リポビタンファインN2）の処方をベースに、タウリンを1500mgに、チアミン硝化物（ビタミンB1）を10mgにそれぞれ増量し、ローヤルゼリー、セイヨウサンザシエキスS、イノシトールを追加配合。一方でリボフラビンリン酸エステルナトリウム（ビタミンB2）とピリドキシン塩酸塩（ビタミンB6）をそれぞれ5mgに半減し、カルニチン塩化物を省いている。有効成分及び含有量は「リポビタンファインプレシャス」と同じだが、添加物のD-ソルビトールとグリセリンが省かれている違いがある。
希望小売価格296円
リポビタンフィール（販売名：リポビタンフィールN2）☆
2013年4月発売。タウリン1000mgとリボフラビンリン酸エステルナトリウム（ビタミンB2）、ニコチン酸アミドなど6種類の有効成分を配合。低カロリー（1本(100ml)あたり18kcal）・ノンカフェイン設計、カシスグレープフルーツ風味。2015年10月のリニューアル時にグリシンを配合するとともに、添加物として配合している甘味料をキシリトール、D-ソルビトールからエリスリトール、ステビアエキスに替えたことで1本(100ml)当たりのカロリーを18kcalから7kcalに大幅低減した。
2017年10月に6本箱を追加発売。その際、「リポビタンファイン」同様に効能表示が変更された。2021年春にパッケージデザインを変更してキャップの色を白からラベンダー色に変更し、10本箱が新たに発売された。2022年6月にイノシトールを省く代わりにカルニチン塩酸塩を追加し、ピリドキシン塩酸塩（ビタミンB6）を倍増（5mg→10mg）する処方改良を行い、「リポビタンフィールN」から販売名を変更するリニューアルを行った。
希望小売価格180円
リポビタンDキッズ（販売名：リポビタンDキッズN）
2012年9月発売。グルコン酸カルシウム水和物をはじめ、3種類のビタミンやタウリンを配合したノンカフェイン処方のミニドリンク剤。5～14歳の子供用。前述したように2020年7月に数量限定で「ポケモンボトル」として発売されたときに販売名が変更となり、その後、パッケージデザインの変更が行われて通常製品となった。ピカチュウ2種と、ニャオハ、ホゲータ、クワッスの5種類のラベルデザインがある。
希望小売価格180円
リポビタンアクティブ（販売名：大正栄養ドリンクV）☆
2024年4月発売。タウリン1500mgにローヤルゼリーや生薬などが配合されたミニドリンク剤。
希望小売価格330円
リポビタンウォーク（販売名：リポビタンA）☆
2024年4月発売。タウリン1500mgにコンドロイチン流酸エステルナトリウムや3種類のBCAA（分岐鎖アミノ酸）などが配合されたミニドリンク剤。
希望小売価格330円
リポビタンゴールドV（販売名：リポビタンゴールドVN）☆
2014年発売。タウリン1500mgにローヤルゼリーと生薬を配合したミニドリンク剤。2022年4月にチンピエキス、トウキ流エキスS、イノシトールを省く代わりに、トチュウ葉抽出液、カルニチン塩化物、ジクロロ酢酸ジイソプロピルアミン（DCDCA）を追加し、生姜流エキスを減量（0.3mL→0.1mL）する処方変更を行ってリニューアルされ、希望小売価格を値下げした（308円 → 297円）。
希望小売価格318円
リポビタンゴールドV Royal（販売名：リポビタンゴールドVV）☆
2022年4月発売。「リポビタンゴールド」の処方をベースに、オウセイ流エキス、クコシ流エキス-A、L-アルギニン塩酸塩を追加して14種類に増やすとともに、一部の有効成分の含有量を増やした処方強化品。
希望小売価格407円
リポビタンDX（販売名：リポビタンtb）☆
2020年10月発売。タウリンに4種のビタミンや2種の生薬などを配合した初代「リポビタン」以来となる錠剤タイプ。なお、"D"は「リポビタンD」同様に"デー"と読むため、"DX"は"デーエックス"と読む。発売当初、包装はチャック付パウチ仕様の30錠と瓶入りの90錠の2種類を設定し、通信販売「大正製薬ダイレクト」限定で発売されていたが、2021年に瓶入りの180錠と270錠が追加発売されて4容量となり、店舗やECサイトへ販路を拡大。さらに、コンビニエンスストア向けに1日分の3錠も追加発売されたことで5容量となっている。
希望小売価格105円（3錠）/1,650円（30錠）/4,268円（90錠）/6,468円（180錠）/8,668円（270錠）
リポビタンDX PLUS（販売名：大正ビタミンtt）☆
2022年10月に「リポビタンDXプラス」（販売名:リポビタンti）として発売。タウリンにビタミンB群、シアノコバラミン（ビタミンB12）、生薬が配合された錠剤タイプ。2024年4月に2種類のビタミン（アスコルビン酸カルシウムとトコフェロール酢酸エステル(ビタミンE)とカルニチン塩化物、グリシンを追加、生薬は3種類から2種類に減らし、サンヤクとシゴカに変更する処方変更を行ってリニューアルされ、製品名・販売名が変更された。
希望小売価格4,488円（90錠）/6,688円（180錠）/8,888円（270錠）
リポビタンDXアミノ（販売名：リポビタンtm）☆
2022年4月発売。タウリンにビタミンB群、BCAA（分岐鎖アミノ酸）、リン酸水素カルシウムなどを配合した錠剤タイプ。
希望小売価格4,488円（90錠）/6,688円（180錠）/8,888円（270錠）

### 第2類医薬品
リポビタンゴールドエース
2009年10月発売。4つの生薬（ニンジン・オウギ・ハゲキテン・ローヤルゼリー）を配合したミニドリンク剤。
希望小売価格354円

### 第3類医薬品
リポビタンゴールドX
2015年4月発売。ローヤルゼリーやビタミンB群などを配合したミニドリンク剤。従来の「リポビタンゴールドN」をベースに配合生薬をハンピチンキ、サンヤク流エキス、レマネジン855（自社開発のジオウエキス）に替え、イノシトールと無水カフェインの配合量を変更（100mg・40mg → 50mg・50mg）。また、有効成分の変更に伴ってリスク区分も「リポビタンゴールドN」の【第2類医薬品】から【第3類医薬品】に変更した。
希望小売価格354円

### 食品
リポビタンゼリーc【機能性表示食品】○
2020年4月に「リポビタンゼリー」として発売された、ビタミンB1・B2・B6・クエン酸・ローヤルゼリー等が配合されたエネルギー補給型のゼリー飲料。2021年6月にクエン酸を機能性関与成分とした「リポビタン」ブランド初の機能性表示食品としてリニューアルされ、製品名を「リポビタンゼリーa」に変更。2022年7月にパッケージデザインを変更し、清涼飲料水規格に再度移行され、製品名も変更された。
希望小売価格216円
リポビタンゼリーZERO
2023年4月発売。「リポビタンゼリーc」をベースに、糖類やカロリーがゼロ化されたゼリー飲料。
希望小売価格216円
リポビタンウォーター○
2022年4月発売。ビタミンB1・B2・B6にクエン酸とアルギニンを配合。水に溶かしてのむパウダータイプで、500ml用である。
希望小売価格356円（3袋）/1,080円（10袋）
リポビタンゼリー Sports○
2019年10月に「リポビタン for Sports」として発売。エネルギー補給型のゼリー飲料。発売当初はファミリーマート限定だったが、2020年4月より販路が変更となり、ドラッグストア・駅売店・スーパーでの取扱となった。2021年3月にL-シトルリン、L-アルギニン、葉酸、ビタミンB12を省く替わりにパラチノースを配合し、フルクトースを含有する組成に変更してリニューアル。2023年4月に原材料の果糖ぶどう糖液糖を果糖に差し替え、製造工程中に配合されるフルクトースの含有量がアップ（7.4g→14g）され、製品名を変更してリニューアルされた。
希望小売価格248円
リポビタンショット Sports○
2020年6月発売に「リポビタンショット for Sports」として発売。100mlボトル缶のショットドリンク（清涼飲料水）。2021年3月にシトルリン、アルギニン、ナイアシン、パントテン酸Ca、ビタミンB12を省き、β-アラニン、BCAA、カフェインを含有する組成に変更してリニューアル。また、発売当初は通信販売限定だったが、リニューアルを機にドラッグストアなどの店頭でも発売された。2023年4月に原材料からエリスリトールと砂糖を省く代わりにシトルリンが配合され、添加物からもBCAAを省く組成変更を行い、製品名を変更してリニューアルされた。
希望小売価格248円
リポビタンパウダー Sports○
2021年3月に「リポビタンパウダー for Sports」として発売。「リポビタン」ブランド初の栄養補助食品で、水なしでそのまま飲用可能なスティック顆粒である。2023年4月に原材料をイソマルトオリゴ糖粉あめとエリスリトールからクレアチンモノハイドレートと還元麦芽糖水飴に変え、添加物にグルタミンを追加配合され、製品名を変更してリニューアル。包装体系を14包に絞り、希望小売価格が値上げ（2,160円→2,700円）された。
希望小売価格2,700円（14袋）
リポビタンアイススラリー Sports○
2021年6月に「リポビタンアイススラリー for Sports」として発売。口栓付アルミパウチ容器の清涼飲料水で、冷凍室で凍らせたあとで常温で放置し、柔らかくなるまでしっかりもみ、吸い込まずに手で押し出して飲む。2023年4月に既存品をハニーレモン風味として製品名を変更してリニューアルされ、アップル風味を追加発売して2種類となった。
希望小売価格194円
リポビタンキッズゼリー
2021年1月発売。ビタミンB1/B2/B6、カルシウム、ぶどう糖、パラチノースなどを配合したこども向けゼリー飲料。当初はぶどう風味のみだったが、2022年4月にミックスフルーツ風味と乳酸菌入りのヨーグルト風味、2023年4月にもも風味が順次追加発売され、同年6月にぶどう風味・ミックスフルーツ風味・ヨーグルト風味のパッケージデザインを変更。2024年4月にラムネ風味が追加発売されるとともに、既存のぶどう風味・ミックスフルーツ風味・もも風味は内容量はそのままでパウチ形状を変更して小型化された。
ポケットモンスターのデザインが採用されており、2024年4月からは各フレーバー4種類ずつに変更。ピカチュウは全てのフレーバーにラインナップされており、これに、ぶどう風味はイーブイ（発売初期品以来の復活）、ソウブレイズ、ミライドンが、ミックスフルーツ風味はホゲータ、リザードン（いちご風味から移行）、コライドンが、もも風味はニャオハ（ぶどう風味から移行）、ミュウ、ニンフィアが、ラムネ風味はクワッス（ヨーグルト風味から移行）、ブラッキー、イッカネズミがある。
希望小売価格194円
リポビタンキッズゼリー ひとくちタイプ
2024年4月発売。既存の「リポビタンゼリー」を一口サイズの個包装にしたもので、蒟蒻不使用。ブランド初となる生菓子（ゼリー）に区分される製品となる。ぶどう風味&もも風味、ミックスフルーツ風味&りんご風味の2種類がある。

### 一般飲料
ファイトSPARKLING
2022年7月19日発売。イノシトール 50mg、カフェイン 50mg、クエン酸 350mgなどを配合した100ml缶の炭酸飲料。一連の「リポビタン」シリーズにおいて品名に『リポビタン』の名称が冠されていない唯一の製品。

### 販売先限定品
リポビタンライフ（販売名：リポビタンアミノローヤル）【指定医薬部外品】☆
2015年発売。4種類のアミノ酸とローヤルゼリー、タウリンなどを配合。通信販売「大正製薬ダイレクト」のみの取り扱いで、30本入りのケース単位での販売となる。
リポビタンビズ（販売名：リポビタンDローヤル8）【指定医薬部外品】
2008年6月発売。タウリンやローヤルゼリーなどを配合したプラム味。JR東日本ウォータービジネスとの共同開発で東日本旅客鉄道（JR東日本）グループ店舗（駅構内）限定。
リポビタンクリア（販売名：リポビタンGローヤル）【指定医薬部外品】☆
2019年6月発売。タウリン1500mgとクコシ流エキス-Aやシゴカ流エキスなどを配合。通信販売「大正製薬ダイレクト」のみの取扱で、10本入箱単位での販売となる。
リポビタンロコモウォーク【指定医薬部外品】☆
2021年5月発売。タウリン1500mgに、BCAA（バリン・ロイシン・イソロイシン）、コンドロイチン硫酸エステルナトリウムなどを配合。通信販売「大正製薬ダイレクト」のみの取扱で、10本入箱単位での販売となる。
リポビタンゴールドマクシオ【第2類医薬品】
ニンジン・ジオウ（レマネジン855）・ローヤルゼリーを配合したミニドリンク剤。店舗限定品。
リポビタンDXα（販売名：リポビタンtt）【指定医薬部外品】☆
2021年12月発売。「リポビタンDX」の処方をベースに、シアノコバラミン（ビタミンB12）とトコフェロール酢酸エステル（ビタミンE）を追加配合し、効果・効能に冷えやすい・血行が悪い、目の疲れ、胃腸が弱く腹痛や下痢を起こしやすいが追加明記されている。瓶入り包装の90錠入りのみの設定で、通信販売「大正製薬ダイレクト」のみの取扱。

### 販売終了品
※配置薬限定品、販売先限定品を除き発売順に序列。区別（医薬品、医薬部外品など）は発売していた当時のもの。
- リポビタンA【医薬品】（1976年発売）- 「アニマリンA【指定医薬部外品】」へ継承
- リポビタンゴールド【医薬品】（1979年発売） - 「リポビタンゴールドN【第2類医薬品】」へ継承
- リポビタン小児用【医薬品】 （1980年発売 - 2004年10月製造終了）- 「リポビタンこども【医薬部外品→指定医薬部外品】」へ継承
- リポビタンDエース【医薬品】（1992年発売 - 1998年製造終了） - 「リポビタンDロイヤル【医薬品→第3類医薬品】」へ継承
- リポビタンD EX【医薬品】（1996年発売 - 2001年製造終了）
- リポビタンD2000【医薬品】（1997年4月発売 - 2005年製造終了）- 「リポビタンDW【医薬部外品→指定医薬部外品】」へ継承
- リポビタンDロイヤル【第3類医薬品】（1998年発売）
- リポビタンGX【医薬品→第2類医薬品】（1999年7月発売） - もともとは薬局・薬店向けに発売されていたが一旦販売を終了し、その後ジップドラッグ、ライフォート、ウォンツ限定品として発売されていた。
- リポビタンJr.【医薬品→第3類医薬品】（2000年1月発売）
- リポビタン8【医薬部外品】（2000年発売） - 「リポビタン8II【医薬部外品】」へ継承
- リポビタンローヤル【医薬部外品】（2000年10月発売 - 2002年12月製造終了）- 「リポビタン11ローヤル【医薬部外品】（販売終了品）」へ継承
- リポビタンDII【医薬品】（2001年発売） - 「リポビタンDIIα【医薬品→第2類医薬品】」へ継承
- リポビタン11【医薬部外品】（2001年8月発売） - 「リポビタン11NEW【医薬部外品→指定医薬部外品】」へ継承
- リポビタン8II【医薬部外品】（2002年発売） - 「リポビタン8NEW【医薬部外品→指定医薬部外品】」へ継承
- リポビタン11ローヤル【医薬部外品】（2002年12月発売 - 2006年11月製造終了） - 「リポビタンローヤル11【指定医薬部外品】」へ継承
- リポビタンG【医薬部外品】（2004年発売）
- リポビタンゴールドII【医薬品】（2004年4月発売）
- リポビタンアミノ（2004年6月発売、販売名：リポビタンアミノNEW）
- リポビタンアミノゴールド【医薬部外品】（2004年6月発売）
- リポビタンこども（販売名：リポビタン小児用）【医薬部外品→指定医薬部外品】（2004年10月発売） - 「リポビタンDキッズ【指定医薬部外品】」へ継承
- リポビタンウインズエース【医薬部外品】（2005年発売）
- リポビタンD復刻版【医薬部外品】（2005年発売） - 発売当時のラベルを忠実に再現した復刻版で、中身は通常の「リポビタンD」と同一。ロゴ書体や「ワシのマーク」は当時のものを使用しており、上部には当時のキャッチコピーであった「ファイトで行こう!」を記載。
- リポビタンDW【医薬部外品→指定医薬部外品】（2005年2月発売）
- リポビタンDマクシオ【医薬部外品】（2006年発売）
- リポビタンVC【医薬部外品】（2006年発売、数量限定製品）
- リポビタン11NEW【指定医薬部外品】（2006年発売） - 「リポビタンD11【指定医薬部外品】」へ継承
- リポビタンローヤル11☆【指定医薬部外品】（2006年11月発売）
- リポビタンD PRO【医薬品→第2類医薬品】（2007年発売）
- リポビタンDIIα【医薬品→第2類医薬品】（2007年3月発売）
- リポビタン8NEW【医薬部外品→指定医薬部外品】（2007年発売） - 「リポビタンD8【指定医薬部外品】」へ継承
- リポビタンハーフ（販売名：リポビタンDハーフ）【医薬部外品】（2009年5月発売）
- リポビタンエース【指定医薬部外品】（2009年8月発売）
- リポビタンFB【指定医薬部外品】（2010年3月発売）
- リポビタンファインプレシャス（販売名：リポビタンファインP）【指定医薬部外品】（2016年10月発売） - 「リポビタンファインハイパー【指定医薬部外品】」へ継承
- リポビタンリズム☆（販売名：リポビタンローヤル8）【指定医薬部外品】（2019年4月発売）
- リポビタンDビビカ【医薬部外品】 - 配置薬限定品
- リポビタンゴールドS【第2類医薬品】 - ココカラファイン限定品
- リポビタンゴールドα【第2類医薬品】 - ハピコム（旧イオン・ウエルシア・ストアーズ）限定品
- リポビタンアルコベール（2019年4月発売） - 肝臓エキス・クルクミン・ウコンエキスに米由来の植物性乳酸菌K-1を配合したもの。なお、日本国内での「リポビタン」ブランドで初の清涼飲料水規格となる
- リポビタンアルコベール ストロベリー風味（2019年10月発売） - 「リポビタンアルコベール」のフレーバー違い。ラベルやキャップもピンク基調となる。
- リポビタンキッズゼリー いちご風味（2021年11月発売） - ゼリー飲料。ピカチュウ、リザードン、ナエトル、ヒコザル、ポッチャマ、カビゴンの6種類のパッケージが設定されていた。「もも風味」の発売に伴い製造終了。

#### 販売終了品で発売時期が不明だった商品
- リポビタンウインズ【医薬部外品】- コンビニエンスストア限定品
- リポビタンゴールドN【第2類医薬品】 - 「リポビタンゴールドX【第3類医薬品】」へ継承
- リポビタンジンジャー【指定医薬部外品】

## 類似商品
韓国では成分やラベルのデザインがリポビタンDに似ている「バッカスD」（ko:박카스디）という栄養ドリンクが販売されている。
レッドブルは、オーストリア人実業家のディートリヒ・マテシッツが、日本での大正製薬の成功を見て、タイの類似品を元に改良して発売した飲料。

## 海外展開
海外での販売は国内発売の翌年1963年に台湾から始まった。茶色の小瓶に白と青の配色と歯車が一貫して採用されることが多いが、パッケージ、調合、容量、そして名称は現地に応じて適宜変更される。
| 国・地域         | 名称             | 発売年 | 備考 |
| ---------------- | ---------------- | ------ | --- |
| 台湾             | 力保美達         | 1963年 | 容量は最初日本と同じ100mlだったが、多めが好まれ150mlとなった。 |
| 香港             | 力保健           | 1969年 | 100mlビン製品。読み方はリボゲン |
| タイ             | LIPOVITAN-D      | 1965年 | 100mlビン製品。 |
| マレーシア       | LIVITA           | 1972年 | GET YOU GOING(ファイト一発！の意味)のフレーズが添えられている。ビンもあるが若者が好む内容量の多めの250mlの缶がある。                                                                          |
| シンガポール     | LIVITA（利必大） | 1972年 | GET YOU GOING(ファイト一発！の意味)のフレーズが添えられている。 |
| フィリピン       | LIPOVITAN        | 1973年 | 100mlビン製品。 |
| アラブ首長国連邦 | LIPOVITAN        | 1977年 | 100mlビン製品。 |
| インドネシア     | LIPOVITAN HONEY  | 1979年 | 蜂蜜入りのビン製品で、赤系統の配色を用いている。 |
| バーレーン       | LIPOVITAN        | 1981年 | 100mlビン製品。アラブ首長国連邦とほぼ同一。 |
| アメリカ         | LIPOVITAN        | 1982年 | 100mlビン製品だが「歯車」の意匠は用いられない独特のもの。サプリメント感覚で、カリフォルニア州のヒスパニック系の人々を中心に飲まれるという。「持続エネルギー処方」というフレーズが添えられる。 |
| ブルネイ         | LIVITA           | 1988年 | 100mlビン製品。マレーシアとほぼ同一。 |
| ベトナム         | LIPOVITAN HONEY  | 1996年 | 内容量は250mlと多めの缶製品で、嗜好に合わせた蜂蜜入りの甘口である。ビン製品は農薬を想起させるため販売していない。                                                                             |
| 中国             | 力保健           | 1998年 | 100mlビン製品。抗疲労・調節血脂のフレーズが添えられている。 |
| カタール         | LIPOVITAN        | 2000年 | 100mlビン製品。アラブ首長国連邦とほぼ同一。 |
| メキシコ         | LIPOVITAN        | 2003年 | 100mlビン製品だが「歯車」の意匠は用いられない。米国版と似ているがスペイン語である。「日本オリジナル処方」というフレーズが添えられる。                                                         |
| ミャンマー       | LIPOVITAN-D      | 2020年 | 100mlビン製品。タイとほぼ同一。 |
| ニュージーランド | Lipovitan D      | 2024年 | 150mlビン製品。 |

## PRキャラクター
- リポビタンマン

野球やラグビー、バスケットボール等のスポンサーセレモニーや自社製品サンプリング会場などで活躍しているPRキャラクター。当初はボトル型のマスクを被ったキャラクターとして活躍、その後青いスーツを着たヒーロー風のキャラクターとして活躍。2019年には90年代の荒いポリゴン風ロボにリニューアルされバーチャルYouTuberとしてデビューした。